# 1re étape du Tour de France 2020
Pour un article plus général, voir Tour de France 2020.
La 1re étape du Tour de France 2020 se déroule le samedi 29 août 2020 à Nice, sur une distance de 156 kilomètres.

## Parcours
La première étape de ce Tour de France est disputée sous la forme d'un circuit, les coureurs passent une première fois sur la ligne, avant la côte de Rimiez (3e catégorie) et ses 5,8 km à 5,1 %. Ils redescendent sur Nice pour un deuxième passage sur la ligne. Il s'agit ensuite d'une grande boucle avec une nouvelle fois la côte de Rimiez. Les derniers kilomètres sont sur une portion plate. La ligne d'arrivée est située sur la promenade des Anglais.[réf. nécessaire]

## Déroulement de la course
Les 176 coureurs s'élancent de Nice pour la 1re étape. Dès le kilomètre 0, trois coureurs attaquent : Michael Schär (CCC Team), Fabien Grellier (Total Directe Énergie) et Cyril Gauthier (B&B Hotels-Vital Concept). Fabien Grellier passe en tête au sommet du premier passage de la côte de Rimiez devant Cyril Gautier. Lors du deuxième passage Michael Schär passe en tête, Cyril Gautier fait une nouvelle fois deuxième. Les trois coureurs possèdent chacun deux points mais c'est Fabien Grellier en étant le mieux classé à l'arrivée qui revêtira le maillot à pois. Alors que la chaussée est rendue très glissante par la pluie, le peloton observe une forme de neutralisation après avoir repris le trio de tête, sous l'impulsion de l'équipe Jumbo-Visma. Les organisateurs décident aussi de considérer pour le classement général les temps à 3 km de l'arrivée. De nombreuses chutes sont tout de même à signaler : Sam Bennett, Julian Alaphilippe (Deucenink Quick-Step), Thibaut Pinot (Groupama FDJ), Nairo Quintana (Arkéa Samsic), Caleb Ewan (Lotto Soudal), Miguel Angel Lopez (Astana), entre autres, vont à terre. Malgré une attaque de Benoit Cosnefroy (AG2R La Mondiale) dans le final, l'étape va se conclure par un sprint massif. Alexander Kristoff (UAE Emirates) lève les bras et s'empare ainsi des maillots jaunes et verts. Il devance le champion du monde Mads Pedersen (Trek-Segafredo), qui prend le maillot blanc, et Cees Bol (Sunweb).[réf. nécessaire]

## Résultats

### Classement de l'étape
| Classement de la 1re étape | Classement de la 1re étape | Classement de la 1re étape | Classement de la 1re étape | Classement de la 1re étape |
|                            | Coureur                    | Pays                       | Équipe                     | Temps                      |
| -------------------------- | -------------------------- | -------------------------- | -------------------------- | -------------------------- |
| 1er                        | Alexander Kristoff         | Norvège                    | UAE Emirates               | en 3 h 46 min 23 s         |
| 2e                         | Mads Pedersen              | Danemark                   | Trek-Segafredo             | + 0 s                      |
| 3e                         | Cees Bol                   | Pays-Bas                   | Sunweb                     | + 0 s                      |
| 4e                         | Sam Bennett                | Irlande                    | Deceuninck-Quick Step      | + 0 s                      |
| 5e                         | Peter Sagan                | Slovaquie                  | Bora-Hansgrohe             | + 0 s                      |
| 6e                         | Elia Viviani               | Italie                     | Cofidis                    | + 0 s                      |
| 7e                         | Giacomo Nizzolo            | Italie                     | NTT Pro Cycling            | + 0 s                      |
| 8e                         | Bryan Coquard              | France                     | B&B Hotels-Vital Concept   | + 0 s                      |
| 9e                         | Anthony Turgis             | France                     | Total Direct Énergie       | + 0 s                      |
| 10e                        | Jasper Stuyven             | Belgique                   | Trek-Segafredo             | + 0 s                      |
| modifier                   |                            |                            |                            |                            |

### Points attribués
| Sprint intermédiaire Nice - 2e passage sur la ligne d'arrivée (km 88) | Sprint intermédiaire Nice - 2e passage sur la ligne d'arrivée (km 88) | Sprint intermédiaire Nice - 2e passage sur la ligne d'arrivée (km 88) | Sprint intermédiaire Nice - 2e passage sur la ligne d'arrivée (km 88) | Sprint intermédiaire Nice - 2e passage sur la ligne d'arrivée (km 88) |
| --------------------------------------------------------------------- | --------------------------------------------------------------------- | --------------------------------------------------------------------- | --------------------------------------------------------------------- | --------------------------------------------------------------------- |
|                                                                       | Coureur                                                               | Pays                                                                  | Équipe                                                                | Point(s)                                                              |
| 1er                                                                   | Michael Schär                                                         | Suisse                                                                | CCC                                                                   | 20                                                                    |
| 2e                                                                    | Cyril Gautier                                                         | France                                                                | B&B Hotels-Vital Concept                                              | 17                                                                    |
| 3e                                                                    | Fabien Grellier                                                       | France                                                                | Total Direct Énergie                                                  | 15                                                                    |
| 4e                                                                    | Peter Sagan                                                           | Slovaquie                                                             | Bora-Hansgrohe                                                        | 13                                                                    |
| 5e                                                                    | Matteo Trentin                                                        | Italie                                                                | CCC                                                                   | 11                                                                    |
| 6e                                                                    | Sam Bennett                                                           | Irlande                                                               | Deceuninck-Quick Step                                                 | 10                                                                    |
| 7e                                                                    | Alexander Kristoff                                                    | Norvège                                                               | UAE Emirates                                                          | 9                                                                     |
| 8e                                                                    | Bryan Coquard                                                         | France                                                                | B&B Hotels-Vital Concept                                              | 8                                                                     |
| 9e                                                                    | Luka Mezgec                                                           | Slovénie                                                              | Mitchelton-Scott                                                      | 7                                                                     |
| 10e                                                                   | Christopher Juul Jensen                                               | Norvège                                                               | Mitchelton-Scott                                                      | 6                                                                     |
| 11e                                                                   | Daniel Oss                                                            | Italie                                                                | Bora-Hansgrohe                                                        | 5                                                                     |
| 12e                                                                   | Nicolas Edet                                                          | France                                                                | Cofidis                                                               | 4                                                                     |
| 13e                                                                   | Edward Theuns                                                         | Belgique                                                              | Trek-Segafredo                                                        | 3                                                                     |
| 14e                                                                   | Gregor Mühlberger                                                     | Autriche                                                              | Bora-Hansgrohe                                                        | 2                                                                     |
| 15e                                                                   | Michał Kwiatkowski                                                    | Pologne                                                               | Ineos Grenadiers                                                      | 1                                                                     |
| modifier                                                              |                                                                       |                                                                       |                                                                       |                                                                       |

| Arrivée d'étape Nice - 3e passage sur la ligne d'arrivée (km 156) | Arrivée d'étape Nice - 3e passage sur la ligne d'arrivée (km 156) | Arrivée d'étape Nice - 3e passage sur la ligne d'arrivée (km 156) | Arrivée d'étape Nice - 3e passage sur la ligne d'arrivée (km 156) | Arrivée d'étape Nice - 3e passage sur la ligne d'arrivée (km 156) |
| ----------------------------------------------------------------- | ----------------------------------------------------------------- | ----------------------------------------------------------------- | ----------------------------------------------------------------- | ----------------------------------------------------------------- |
|                                                                   | Coureur                                                           | Pays                                                              | Équipe                                                            | Point(s)                                                          |
| 1er                                                               | Alexander Kristoff                                                | Norvège                                                           | UAE Emirates                                                      | 50                                                                |
| 2e                                                                | Mads Pedersen                                                     | Danemark                                                          | Trek-Segafredo                                                    | 30                                                                |
| 3e                                                                | Cees Bol                                                          | Pays-Bas                                                          | Sunweb                                                            | 20                                                                |
| 4e                                                                | Sam Bennett                                                       | Irlande                                                           | Deceuninck-Quick Step                                             | 18                                                                |
| 5e                                                                | Peter Sagan                                                       | Slovaquie                                                         | Bora-Hansgrohe                                                    | 16                                                                |
| 6e                                                                | Elia Viviani                                                      | Italie                                                            | Cofidis                                                           | 14                                                                |
| 7e                                                                | Giacomo Nizzolo                                                   | Italie                                                            | NTT Pro Cycling                                                   | 12                                                                |
| 8e                                                                | Bryan Coquard                                                     | France                                                            | B&B Hotels-Vital Concept                                          | 10                                                                |
| 9e                                                                | Anthony Turgis                                                    | France                                                            | Total Direct Énergie                                              | 8                                                                 |
| 10e                                                               | Jasper Stuyven                                                    | Belgique                                                          | Trek-Segafredo                                                    | 7                                                                 |
| 11e                                                               | Oliver Naesen                                                     | Belgique                                                          | AG2R La Mondiale                                                  | 6                                                                 |
| 12e                                                               | Matteo Trentin                                                    | Italie                                                            | CCC                                                               | 5                                                                 |
| 13e                                                               | Clément Venturini                                                 | France                                                            | AG2R La Mondiale                                                  | 4                                                                 |
| 14e                                                               | Luka Mezgec                                                       | Slovénie                                                          | Mitchelton-Scott                                                  | 3                                                                 |
| 15e                                                               | Hugo Houle                                                        | Canada                                                            | Astana                                                            | 2                                                                 |
| modifier                                                          |                                                                   |                                                                   |                                                                   |                                                                   |

|   |                    | \| \| Coureur \| Pays \| Équipe \| Secondes \| \| - \| ------------------ \| -------- \| -------------- \| -------- \| \| 1 \| Alexander Kristoff \| Norvège \| UAE Emirates \| 10 s \| \| 2 \| Mads Pedersen \| Danemark \| Trek-Segafredo \| 6 s \| \| 3 \| Cees Bol \| Pays-Bas \| Sunweb \| 4 s \| |                |          |
|   | Coureur            | Pays | Équipe         | Secondes |
| 1 | Alexander Kristoff | Norvège | UAE Emirates   | 10 s     |
| 2 | Mads Pedersen      | Danemark | Trek-Segafredo | 6 s      |
| 3 | Cees Bol           | Pays-Bas | Sunweb         | 4 s      |

### Cols et côtes
| Côte de Rimiez - 1er passage (km 48,5) 3e catégorie (5,8 km à 5,1 %) | Côte de Rimiez - 1er passage (km 48,5) 3e catégorie (5,8 km à 5,1 %) | Côte de Rimiez - 1er passage (km 48,5) 3e catégorie (5,8 km à 5,1 %) | Côte de Rimiez - 1er passage (km 48,5) 3e catégorie (5,8 km à 5,1 %) | Côte de Rimiez - 1er passage (km 48,5) 3e catégorie (5,8 km à 5,1 %) |
| -------------------------------------------------------------------- | -------------------------------------------------------------------- | -------------------------------------------------------------------- | -------------------------------------------------------------------- | -------------------------------------------------------------------- |
|                                                                      | Coureur                                                              | Pays                                                                 | Équipe                                                               | Point(s)                                                             |
| 1er                                                                  | Fabien Grellier                                                      | France                                                               | Total Direct Énergie                                                 | 2                                                                    |
| 2e                                                                   | Cyril Gautier                                                        | France                                                               | B&B Hotels-Vital Concept                                             | 1                                                                    |
| modifier                                                             |                                                                      |                                                                      |                                                                      |                                                                      |

| Côte de Rimiez - 2e passage (km 97) 3e catégorie (5,8 km à 5,1 %) | Côte de Rimiez - 2e passage (km 97) 3e catégorie (5,8 km à 5,1 %) | Côte de Rimiez - 2e passage (km 97) 3e catégorie (5,8 km à 5,1 %) | Côte de Rimiez - 2e passage (km 97) 3e catégorie (5,8 km à 5,1 %) | Côte de Rimiez - 2e passage (km 97) 3e catégorie (5,8 km à 5,1 %) |
| ----------------------------------------------------------------- | ----------------------------------------------------------------- | ----------------------------------------------------------------- | ----------------------------------------------------------------- | ----------------------------------------------------------------- |
|                                                                   | Coureur                                                           | Pays                                                              | Équipe                                                            | Point(s)                                                          |
| 1er                                                               | Michael Schär                                                     | Suisse                                                            | CCC                                                               | 2                                                                 |
| 2e                                                                | Cyril Gautier                                                     | France                                                            | B&B Hotels-Vital Concept                                          | 1                                                                 |
| modifier                                                          |                                                                   |                                                                   |                                                                   |                                                                   |

### Prix de la combativité
- Michael Schär (CCC)

## Classements à l'issue de l'étape

### Classement général
| Classement général | Classement général | Classement général | Classement général       | Classement général |
|                    | Coureur            | Pays               | Équipe                   | Temps              |
| ------------------ | ------------------ | ------------------ | ------------------------ | ------------------ |
| 1er                | Alexander Kristoff | Norvège            | UAE Emirates             | en 3 h 46 min 13 s |
| 2e                 | Mads Pedersen      | Danemark           | Trek-Segafredo           | + 4 s              |
| 3e                 | Cees Bol           | Pays-Bas           | Sunweb                   | + 6 s              |
| 4e                 | Sam Bennett        | Irlande            | Deceuninck-Quick Step    | + 10 s             |
| 5e                 | Peter Sagan        | Slovaquie          | Bora-Hansgrohe           | + 10 s             |
| 6e                 | Elia Viviani       | Italie             | Cofidis                  | + 10 s             |
| 7e                 | Giacomo Nizzolo    | Italie             | NTT Pro Cycling          | + 10 s             |
| 8e                 | Bryan Coquard      | France             | B&B Hotels-Vital Concept | + 10 s             |
| 9e                 | Anthony Turgis     | France             | Total Direct Énergie     | + 10 s             |
| 10e                | Jasper Stuyven     | Belgique           | Trek-Segafredo           | + 10 s             |
| modifier           |                    |                    |                          |                    |

### Classement par points
| Classement par points | Classement par points | Classement par points | Classement par points    | Classement par points |
| --------------------- | --------------------- | --------------------- | ------------------------ | --------------------- |
|                       | Coureur               | Pays                  | Équipe                   | Point(s)              |
| 1er                   | Alexander Kristoff    | Norvège               | UAE Emirates             | 59 points             |
| 2e                    | Mads Pedersen         | Danemark              | Trek-Segafredo           | 30 pts                |
| 3e                    | Peter Sagan           | Slovaquie             | Bora-Hansgrohe           | 29 pts                |
| 4e                    | Sam Bennett           | Irlande               | Deceuninck-Quick Step    | 28 pts                |
| 5e                    | Michael Schär         | Suisse                | CCC                      | 20 pts                |
| 6e                    | Cees Bol              | Pays-Bas              | Sunweb                   | 20 pts                |
| 7e                    | Bryan Coquard         | France                | B&B Hotels-Vital Concept | 18 pts                |
| 8e                    | Cyril Gautier         | France                | B&B Hotels-Vital Concept | 17 pts                |
| 9e                    | Matteo Trentin        | Italie                | CCC                      | 16 pts                |
| 10e                   | Fabien Grellier       | France                | Total Direct Énergie     | 15 pts                |
| modifier              |                       |                       |                          |                       |

### Classement de la montagne
| Classement du meilleur grimpeur | Classement du meilleur grimpeur | Classement du meilleur grimpeur | Classement du meilleur grimpeur | Classement du meilleur grimpeur |
| ------------------------------- | ------------------------------- | ------------------------------- | ------------------------------- | ------------------------------- |
|                                 | Coureur                         | Pays                            | Équipe                          | Point(s)                        |
| 1er                             | Fabien Grellier                 | France                          | Total Direct Énergie            | 2 points                        |
| 2e                              | Michael Schär                   | Suisse                          | CCC                             | 2 pts                           |
| 3e                              | Cyril Gautier                   | France                          | B&B Hotels-Vital Concept        | 2 pts                           |
| modifier                        |                                 |                                 |                                 |                                 |

### Classement du meilleur jeune
| Classement général du meilleur jeune | Classement général du meilleur jeune | Classement général du meilleur jeune | Classement général du meilleur jeune | Classement général du meilleur jeune |
|                                      | Coureur                              | Pays                                 | Équipe                               | Temps                                |
| ------------------------------------ | ------------------------------------ | ------------------------------------ | ------------------------------------ | ------------------------------------ |
| 1er                                  | Mads Pedersen                        | Danemark                             | Trek-Segafredo                       | en 3 h 46 min 17 s                   |
| 2e                                   | Cees Bol                             | Pays-Bas                             | Sunweb                               | + 2 s                                |
| 3e                                   | Sergio Higuita                       | Colombie                             | EF Pro Cycling                       | + 6 s                                |
| 4e                                   | Tadej Pogačar                        | Slovénie                             | UAE Emirates                         | + 6 s                                |
| 5e                                   | Connor Swift                         | Royaume-Uni                          | Arkéa-Samsic                         | + 6 s                                |
| 6e                                   | Casper Pedersen                      | Danemark                             | Sunweb                               | + 6 s                                |
| 7e                                   | Joris Nieuwenhuis                    | Pays-Bas                             | Sunweb                               | + 6 s                                |
| 8e                                   | Daniel Martínez                      | Colombie                             | EF Pro Cycling                       | + 6 s                                |
| 9e                                   | Clément Russo                        | France                               | Arkéa-Samsic                         | + 6 s                                |
| 10e                                  | Egan Bernal                          | Colombie                             | Ineos Grenadiers                     | + 6 s                                |
| modifier                             |                                      |                                      |                                      |                                      |

### Classement par équipes
| Classement par équipes | Classement par équipes   | Classement par équipes | Classement par équipes |
|                        | Équipe                   | Pays                   | Temps                  |
| ---------------------- | ------------------------ | ---------------------- | ---------------------- |
| 1re                    | Trek-Segafredo           | États-Unis             | en 11 h 19 min 9 s     |
| 2e                     | UAE Emirates             | Émirats arabes unis    | + 0 s                  |
| 3e                     | Cofidis                  | France                 | + 0 s                  |
| 4e                     | Sunweb                   | Allemagne              | + 0 s                  |
| 5e                     | Deceuninck-Quick Step    | Belgique               | + 0 s                  |
| 6e                     | B&B Hotels-Vital Concept | France                 | + 0 s                  |
| 7e                     | AG2R La Mondiale         | France                 | + 0 s                  |
| 8e                     | Mitchelton-Scott         | Australie              | + 0 s                  |
| 9e                     | CCC                      | Pologne                | + 0 s                  |
| 10e                    | Jumbo-Visma              | Pays-Bas               | + 0 s                  |
| modifier               |                          |                        |                        |

## Abandon
- John Degenkolb (Lotto-Soudal) : hors délais